# Сільвана Пампаніні
Сільва́на Пампані́ні (італ. Silvana Pampanini; 25 вересня 1925, Рим — 6 січня 2016, Рим) — італійська кіноакторка.

## Біографія
Закінчила консерваторію в Санта-Чечілія по класу вокалу та фортепіано. У 1946 році стала однією з переможниць конкурсу краси «Міс Італія». Виступала як співачка на естраді. 
Дебютувала в кіно («Апокаліпсис», 1947). Домоглася успіху в фільмах — «О'кей, Нерон» і «Президентша» (1952), «Римська красуня» (1955). Значні акторські роботи Пампаніні виконала у фільмах — «Процес над містом» (1952), «Втрачені мрії/Дайте чоловіка Ганні Дзаккео» (1953).
З середини 1960-х років відмовилася від успішної кінокар'єри, знімалася переважно на ТБ — присвятила себе літнім батькам, з якими жила до самої їх смерті. У 1983 році, після значної перерви повернулася на великий екран в дуеті з Альберто Сорді у фільмі «Таксист». У 1999 році зіграла в міні-серіалі «Три зірки».
Останні десятиліття жила в князівстві Монако.

## Фільмографія
- 1951 : Я — начальник / (Io sono il capataz) — Роса де Фуего
- 1954 : Один день у суді / (Un giorno in pretura) — Глоріана
- 1955 : Римська красуня / (La bella di Roma) — Наніна